# Thẻ xanh dương

Thẻ xanh dương

Thẻ xanh dương là một loại thẻ phạt trong bóng đá. Thẻ phạt này có màu xanh dương thay vì màu vàng như thẻ vàng (phạt cảnh cáo) và màu đỏ như thẻ đỏ (để truất quyền thi đấu, đuổi khỏi sân cỏ).

## Công dụng
Loại thẻ này không có trong Luật Bóng đá của FIFA. Một thẻ xanh được sử dụng trong trận đấu bóng đá để biểu thị mười phút từ quả phạt đền. Cầu thủ phạm lỗi bị rút thẻ xanh dương phải rời khỏi khu vực thi đấu và ngồi trên băng ghế dự bị trong 10 phút. Trong 10 phút, bên đội có người phạm lỗi sẽ không có quyền thay cầu thủ phạm lỗi với cầu thủ khác, mặc dù cầu thủ đó có thể được thay ra bằng một cầu thủ khác nhau khi hình phạt đã hết. Một thẻ xanh thường được hiển thị cho hành vi phạm lỗi có nhiều nghiêm trọng so với một thẻ trắng bao gồm cả phạm lỗi với cầu thủ đội khác một cách bạo lực, nguy hiểm, gây ra lợi thế bằng cách cố tình dừng bóng bằng một cây gậy cao rồi đi đến phản đối quyết định của trọng tài.

## Ứng dụng
Thẻ xanh dương hiện nay chỉ được áp dụng trong giải bóng đá Giáo sĩ, đồng thời giải này cũng không áp dụng thẻ đỏ và thẻ vàng.